# Roselyne Bachelot-Narquin
Roselyne Elisabeth Olympe Bachelot-Narquin (nascida em Nevers (Nièvre), 24 de dezembro de 1946) é uma política francesa, ex-ministra da Saúde, da Juventude e dos Esportes desde o 18 de maio de 2007, no governo de François Fillon.